# SA-4 (Apollo)
SA-4 è stata una missione del programma Apollo della NASA.

## Scopi del lancio
SA-4 è stato il quarto lancio del razzo Saturn I e l'ultimo della fase iniziale di test sul primo stadio. Come per i primi tre lanci anche questo è stato un volo suborbitale per testare l'integrità del razzo.
In questa missione è stato provato un malfuzionamento al motore durante il volo, uno dei motori era programmato per spegnersi 100 secondi dopo il lancio. Se tutto avesse funzionato il razzo avrebbe rigirato il carburante per quel motore agli altri che sarebbero rimasti accesi più a lungo per compensare la perdita di accelerazione. Questa situazione si è verificata nelle missioni Apollo 6 ed Apollo 13 e la soluzione adottata ha funzionato correttamente.

## Lancio
Il razzo ha operato perfettamente durante i primi 100 secondi del volo. Quando il motore numero 5 si è spento, come programmato, il razzo ha continuato a funzionare correttamente destinando il carburante agli altri motori. Si pensava che il motore potesse disintegrarsi a causa del calore per la mancanza del propellente di raffreddamento ma ciò non è accaduto.
Il razzo ha raggiunto un'altezza massima di 129 chilometri ed una velocità di picco di 5.906 chilometri all'ora. Inoltre ha acceso i retrorazzi che, nelle missioni successive, avrebbero dovuto separare gli stadi. Nella SA-4 i retrorazzi sono stati solo testati e non sono stati usati per separare effettivamente gli stadi.